# Маринко Бензон
Маринко Бензон (Врањиц, 1920 — Београд, 1978) био је југословенски академски сликар.

## Биографија
Маринко Бензон је 1956. израдио мозаик за Споменик погинулим Врањичанима у Другом светском рату. Позната су и његова дела, уље на платну Игмански марш, као и мозаици Партизанска споменица (Ужице 1961) и Борска запажања (Бор, 1960).
Учествовао је на путујућој изложби Југословенска таписерија у Смитсонијану 1965.
Почетком 1960-их довођен је у везу са Нађом Подерегин.